# Piptostigma mortehanii
Piptostigma mortehanii De Wild. – gatunek rośliny z rodziny flaszowcowatych (Annonaceae Juss.). Występuje naturalnie w Republice Środkowoafrykańskiej, Gabonie oraz Kongo. 

## Morfologia
PokrójZimozielone drzewo dorastające do 8–10 m wysokości. Młode pędy są owłosione.
LiścieMają podłużnie eliptycznie owalny kształt. Mierzą 9–23 cm długości oraz 4–9 cm szerokości. Są lekko owłosione od spodu. Nasada liścia jest od sercowatej do klinowej. Blaszka liściowa jest o krótko spiczastym wierzchołku. Ogonek liściowy jest owłosiony i dorasta do 1–9 mm długości.
KwiatySą zebrane w wiechy, rozwijają się bezpośrednio u podstawy pnia (kaulifloria). Działki kielicha mają trójkątny kształt, są owłosione i dorastają do 2–3 mm długości. Płatki mają zielonożółtawą barwę, zewnętrzne mają trójkątny kształt i osiągają do 4 mm długości, natomiast wewnętrzne są owalnie lancetowate i mierzą 3–5,5 mm długości. Kwiaty mają owłosione owocolistki o cylindrycznym kształcie i długości 3 mm.
OwocePojedyncze maja elipsoidalny kształt, zebrane po 1–3 w owoc zbiorowy. Są siedzące. Osiągają 3–3,5 cm długości.

## Biologia i ekologia
Rośnie w wilgotnych lasach.